# Bruce Rioch
Bruce Rioch (født 6. september 1947 i Aldershot, England) er en skotsk fodboldspiller og tidligere træner for OB og AaB.
Fra juni 2005 til marts 2007 var han træner for det danske superligahold OB. I sæsonen 2005/2006 førte han OB til 3. pladsen i Superligaen, hvilket dengang var det bedste resultat for klubben i 10 år. Efter blot én kamp i forårssæsonen 2006/2007 forlod Rioch pludseligt klubben uden yderligere forklaringer, og overlod det ledige trænersæde til sin assistent Michael Hemmingsen
I 1995-1996 var Rioch træner i Londonklubben Arsenal FC. Det største køb han har lavet som manager Arsenal var nok Dennis Bergkamp, som han hentede fra FC Internazionale i Italien.
I sin aktive karriere spillede han som midtbanespiller for bl.a. Luton Town, Aston Villa,Sheffield United og Everton. I sæsonen 1974-1975 blev han engelsk mester med Derby County. 
Han opnåede desuden 24 landskampe for Skotland.
AaB Fodbold kunne den 11. juni 2008 præsentere Bruce Rioch, som deres nye cheftræner indtil den 31. december 2008. Det blev den 7. oktober 2008 slået fast, at AaB og Bruce Rioch ikke forlænger deres aftale, og den 23. oktober 2008 blev Bruce Rioch fyret og midlertidigt erstattet med Allan Kuhn, fordi AaB lå placeret under nedrykningsstregen i Superligaen.